# جون غارمان هيرتزلر
جون غارمان هيرتزلر جونيور (بالإنجليزية: J. G. Hertzler)‏ (ولد 18 مارس 1950) هو ممثل، ومؤلف، وكاتب سيناريو، وناشط أمريكي اشتهر بدوره في ستار تريك: ديب سبيس ناين كجينيرال الكلينغون (ومستشار في وقت لاحق) مارتوك، وهي الشخصية التي لعب دورها منذ عام 1995 حتى نهاية السلسلة في عام 1999.
بدأ هيرتزلر حياته المهنية في التمثيل في السبعينيات، حيث قام في الغالب بالتمثيل والظهور في بعض الأفلام. قام بدور البطولة في عدد قليل من الحلقات لبرامج تلفزيونية مختلفة قبل أن يحصل على دور ألكالدي إغناسيو دي سوتو في عرض زورو في أوائل التسعينيات. بالإضافة إلى ديب سبيس ناين، ظهر هيرتزلر في العديد من عروض ستار تريك الأخرى، وكتب روايتين لستار تريك، وقد ظهر في مؤتمرات ستار تريك ومؤتمرات خيال علمي. يعيش هيرتزلر في منطقة البحيرات الإصبعية في نيويورك حيث كان محاضرًا في قسم المسرح في كورنيل، وقد كان نشطًا في السياسة الإقليمية للمنطقة، فضلًا عن كتابته لنص سينمائي.

## سيرة حياتية

### النشأة والتعليم
ولد هيرتزلر في سافانا بولاية جورجيا. كان والداه من بورت رويال في بنسلفانيا، وتنحدر عائلته من سلالة من الأميش الناطقين بالألمانية. خدم والده جون ج. هيرتزلر في القوات الجوية الأمريكية، وكانت والدته إلينور فرانسيس بيفر هيرتزلر معلمة للغة اللاتينية والفرنسية. عاشت عائلته في مدن حول العالم، بما في ذلك: سانت جوزيف في ميزوري، وإل باسو في تكساس، والدار البيضاء في المغرب. قضى الفترة الأكبر من نشأته في منطقة واشنطن العاصمة، والتحق بجامعة بوكنل، وكان ظهيرًا في فريق كرة القدم. في أثناء وجوده هناك، دخل في مجال التمثيل عندما عينه قسم الدراما لإنتاج مسرحية مارا/ساد حيث كانوا يبحثون عن فتى كبير لأحد الأدوار. بعد تخرجه في العلوم السياسية عام 1972، حصل على درجة الماجستير في التصميم الهندسي في جامعة ميريلاند، ودرس في كلية الحقوق لمدة عام في الجامعة الأمريكية. في أثناء وجوده في منطقة العاصمة، عمل في الحكومة الفيدرالية، بما في ذلك مع إدارة نيكسون لقانون السياسة البيئية الوطنية، وأخذ تشكيلة متنوعة من الوظائف من أجل الممارسة المسرحية، وقد شمل ذلك العمل كنادل في مسرح عشاء، والعمل كساقي حانة، وقيادة سيارات الأجرة.

### الحياة السياسية والنشاط
في عام 2013، ترشح هيرتزلر لمنصب في مجلس مدينة يوليسيس. كان تدخله في السياسة جزئيًا بسبب قضية التصديع المائي والمخاوف من أن طريقة الحفر للغاز الطبيعي ستدمر منطقة البحيرات الإصبعية. أراد أيضًا أن تحصل مدارس المنطقة على المزيد من المساعدة الحكومية. انتُخِب وعمل في اللجنة لمدة عامين. في عام 2016، انتُخِب للجنة مجلس المدينة لمدة أربع سنوات تمتد حتى عام 2020.
في انتخابات 2016، أيد هيرتزلر السيناتور بيرني ساندرز للرئاسة.
كان هيرتزلر وزميله الممثل في ستار تريك جيمس كرومويل من بين تسعة عشر شخصًا قُبِض عليهم بسبب سلوك مخل بالنظام خلال احتجاج خارج محطة كريستوود لضغط الغاز الطبيعي بمنتصف المجرى في واتكينس غلين بنيويورك، وكان ذلك في 6 يونيو 2016. كانوا متورطين في حملة «نحن بحيرة سينيكا» للعصيان المدني ضد إعطاء لجنة تنظيم الطاقة الفيدرالية الموافقة على تخزين الغازات الجوفية تحت الأرض في كهوف الملح في بحيرة سينيكا، على الرغم من المعارضة العامة.
في 8 يونيو 2017، أعلن هيرتزلر ترشحه كعضو في مجلس النواب الأمريكي عن دائرة الكونغرس الثالثة والعشرين في نيويورك في انتخابات منتصف المدة لعام 2018. كجزء من مظاهر حملته، خطط للتصرف «على غرار شخصية مارك توين»، من أجل تقديم أفكاره «من خلال الفكاهي الرائع لجميع الأعمار». ذكر أن هذا كان إشادة بكل من توين، الذي كان يسكن خلال فترة ما في إلميرا، والممثل هال هولبروك، الذي لعب دور توين على المسرح لأكثر من ستة عقود. في 25 سبتمبر 2017، أعلن هيرتزلر قراره بمغادرة الحزب الديمقراطي والترشح كمستقل. تقدم في الانتخابات التمهيدية في يونيو 2018، لكنه سحب ترشيحه لاحقًا قبل نوفمبر.

## وصلات خارجية
- جون غارمان هيرتزلر على موقع IMDb (الإنجليزية)
- جون غارمان هيرتزلر على موقع قاعدة بيانات برودواي على الإنترنت (الإنجليزية)
- جون غارمان هيرتزلر على موقع قاعدة بيانات برودواي على الإنترنت (الإنجليزية)
- جون غارمان هيرتزلر على موقع قاعدة بيانات برودواي على الإنترنت (الإنجليزية)
- جون غارمان هيرتزلر على موقع قاعدة بيانات الفيلم (الإنجليزية)

- جون غارمان هيرتزلر في قاعدة بيانات الأفلام على الإنترنت